# Persona non grata (film, 2005)
Pour les articles homonymes, voir Persona non grata (homonymie).
Pour plus de détails, voir Fiche technique et Distribution.
Persona non grata est un film polonais réalisé par Krzysztof Zanussi, sorti en 2005.

## Synopsis
Wiktor, ambassadeur polonais en Uruguay, revient au pays pour l'enterrement de sa femme et confronter son vieil ami russe, Oleg, qu'il accuse d'avoir eu une liaison avec celle-ci.

## Fiche technique
- Titre : Persona non grata
- Réalisation : Krzysztof Zanussi
- Scénario : Krzysztof Zanussi
- Musique : Wojciech Kilar
- Photographie : Edward Klosinski
- Montage : Wanda Zeman
- Production : Iwona Ziulkowska-Okapiec
- Société de production : Sintra, Zespol Filmowy Tor, Three T Productions, Telewizja Polska - Agencja Filmowa, Canal+, Agencja Produkcji Filmowej et Istituto Luce
- Pays :  Pologne,  Italie,  Russie et  France
- Genre : Drame
- Durée : 110 minutes
- Dates de sortie : 
  -  Pologne : 9 septembre 2005

## Distribution
- Zbigniew Zapasiewicz : Wiktor
- Nikita Mikhalkov : Oleg
- Jerzy Stuhr : l'attaché Radca
- Remo Girone : le consul italien
- Daniel Olbrychski : le ministre des affaires étrangère
- Andrzej Chyra : le nouveau consul
- Mariya Bekker : Oksana
- Halina Golanko : Helena Leszczynska

## Distinctions
Le film a été présenté en sélection officielle en compétition lors de la Mostra de Venise 2005.